# Еллінікон
Еллінікон (грец. Ελληνικό) — муніпаліцитет у Греції, передмістя Афін. В межах муніципалітету розташований колишній Міжнародний аеропорт Еллінікон, тепер закритий і замінений на Міжнародний аеропорт «Елефтеріос Венізелос». Плани побудови нового стадіону для Панатінаїкоса викликають багато суперечок, оскільки чимало вболівальників віддають перевагу Гуді.

## Населення
| Рік  | Населення |
| ---- | --------- |
| 1981 | 11 498    |
| 1991 | 13 517    |
| 2001 | 16 740    |